# I vichinghi (film 2014)
I vichinghi (Northmen: A Viking Saga) è un film storico del 2014 diretto da Claudio Fäh. Nonostante la lingua del film fosse l'inglese, è stato prodotto dalla casa di produzione svizzera Elite Film Produktion AG di Zurigo in co-produzione con Jumping Horse Film GmbH di Hannover e Two Oceans Production PTY Ltd. di Città del Capo.

## Trama
Una nave di vichinghi, salpata per saccheggiare il monastero di Lindisfarne, naufraga su coste sconosciute a causa di una tempesta; il gruppo, guidato dal giovane ma coraggioso Asbjörn, non ha altra scelta che scalare l'enorme scogliera che si para loro davanti, per poi affrontare i nemici che trovano in cima a essa. Vinta la battaglia, i sopravvissuti scoprono che dentro al carro difeso dai nemici si trova una giovane donna, Inghean, dal cui linguaggio capiscono di trovarsi in Scozia, in pieno territorio nemico, e riconosciuta la ragazza per una nobile decidono di portarla con sé e di usarla come merce di scambio per la loro libertà.
Il messaggero a guardia della ragazza riesce a raggiungere il padre di questa, re Dunchaid, che sguinzaglia contro gli invasori i suoi mercenari, ordinando loro di uccidere sua figlia se gli fosse impossibile salvarla. Il gruppo di vichinghi, intanto, giunge in un bosco, dove si incontrano con il monaco cristiano Conall, che offre loro riparo e cura uno dei feriti. Conall rivela quindi ad Asbjörn che Inghean è una principessa, ma in quel momento i mercenari raggiungono la torre in cui si trovano gli uomini del nord e l'assaltano; l'unico mercenario che riesce a entrare rivela che il re desidera la morte della figlia, gettando la ragazza nello scoramento.
Conall riesce a mettere tutti in salvo grazie al tunnel sotterraneo che aveva preparato e li conduce in una grotta dove alcune pitture rupestri mostrano come sia possibile raggiungere il mare e che, tra le insenature del golfo, sono persino presenti delle barche. Il gruppo quindi fugge, aiutato anche dalle visioni profetiche di Inghean, e sebbene inseguito dai mercenari riesce a raggiungere un vantaggio relegandoli ai piedi di una cascata. Prima di mettersi in salvo, Asbjörn rifiuta di consegnare la ragazza, che successivamente gli rivela che suo padre l'aveva destinata a un matrimonio combinato per fini politici. Il monaco, inoltre, rivela di volersi vendicare del re perché responsabile della trucidazione della tribù che lo aveva accolto.
Trascorsa la notte i mercenari riescono a superare la cascata e i due gruppi si danno quindi battaglia nella pianura che precede un ponte sospeso; Asbjörn, a un passo dalla morte per mano del capo dei mercenari Hjorr, viene salvato dal sacrificio di due compagni e, sebbene ferito, riesce a superare il ponte con gli altri, per poi distruggerlo e darsi alla fuga nella brughiera. Il legame tra lui e Inghean si fa sempre più stretto finché non giunge il momento della battaglia finale: al termine di questa Asbjörn riesce a uccidere il suo avversario, ma in quel momento arrivano le truppe del re.
Il giovane vichingo si tuffa in mare e recupera quindi una barca, su cui lui e i suoi compagni possono infine fuggire.